# Мало-Дивеєвський Серафимовський монастир
Ма́ло-Диве́євський Серафи́мовський монасти́р — жіночий монастир, який створено при Петропавлівській церкві села Нор'я в Удмуртії, Росія. Монастир належить до Іжевського благочинного округу Іжевської та Удмуртської єпархії.
Монастир було створено згідно з постановою Священного Синоду від 10 жовтня 1996 року при Свято-Олександро-Невській церкві села Руський Пичас. У 2003 році за проханням архієпископа Іжевського та Удмуртського Миколи, Священний Синод постановив перевести монастир до села Нор'я та перетворити прихід Святих Першоверховних Апостолів Петра й Павла в жіночий монастир при цьому храмі. У місцевих селян були викуплені землі біля храму, на яких були збудовані келійний корпус та господарські споруди. На 2009 рік в штаті монастиря нараховувалось 3 священики, 9 монахинь та 6 послушниць.

## Історія Петропавлівської церкви
Прихід в селі Велика Нор'я був відкритий за наказом Священного Синоду 1841 року. В склад нового приходу увійшли села, які раніше входили в приходи сіл Пуже-Уча та Юски — Велика Нор'я, Якшур-Нор'я, Старий Постол, Верхній Постол, Кулай-Нор'я, Верхня Лудзя, Середній Постол, Сізяшур-Нор'я, Кочур-Нор'я, Вішур-Нор'я, Пичас, Старий Женвай, Верхній Женвай та Сілешур-Нор'я. Будівництво дерев'яної церкви було закінчено в 1843 році і того ж року вона була освячена на честь Святих Першоверховних апостолів Петра й Павла.
Згідно з указом В'ятської духовної консисторії в 1889 році почалось будівництво кам'яного храму, церква будувалась на відсотки з капіталу купця Федора Чернова. Храм збудований в 1893 році та мав 3 престоли:
- головний — на честь Святих апостолів Петра й Павла (18 листопада 1893 року)
- лівий — на честь Покрови Пресвятої Богородиці (23 вересня 1897 року)
- правий — на честь Богоявлення Господнього

В 1940 році указом Президії Верховної Ради Удмуртської АРСР церква була закрита, її будівля передана під клуб. В 1990-их роках храм був повернутий вірянам.

## Святині
В Петропавлівському храмі монастиря знаходяться святині, які потрапили сюди завдяки митрополиту Миколаю:
- Частина дерева Хреста Господнього
- Частина мантії Спиридона Триміфунтського
- Частина мощей Максима Сербського
- Частина гробу Тихона Задонського
- Частина одягу Афанасія Афонського
- Частина гробу святителя Гермогена Московського
- Частина мощей святителя Григорія Богослова

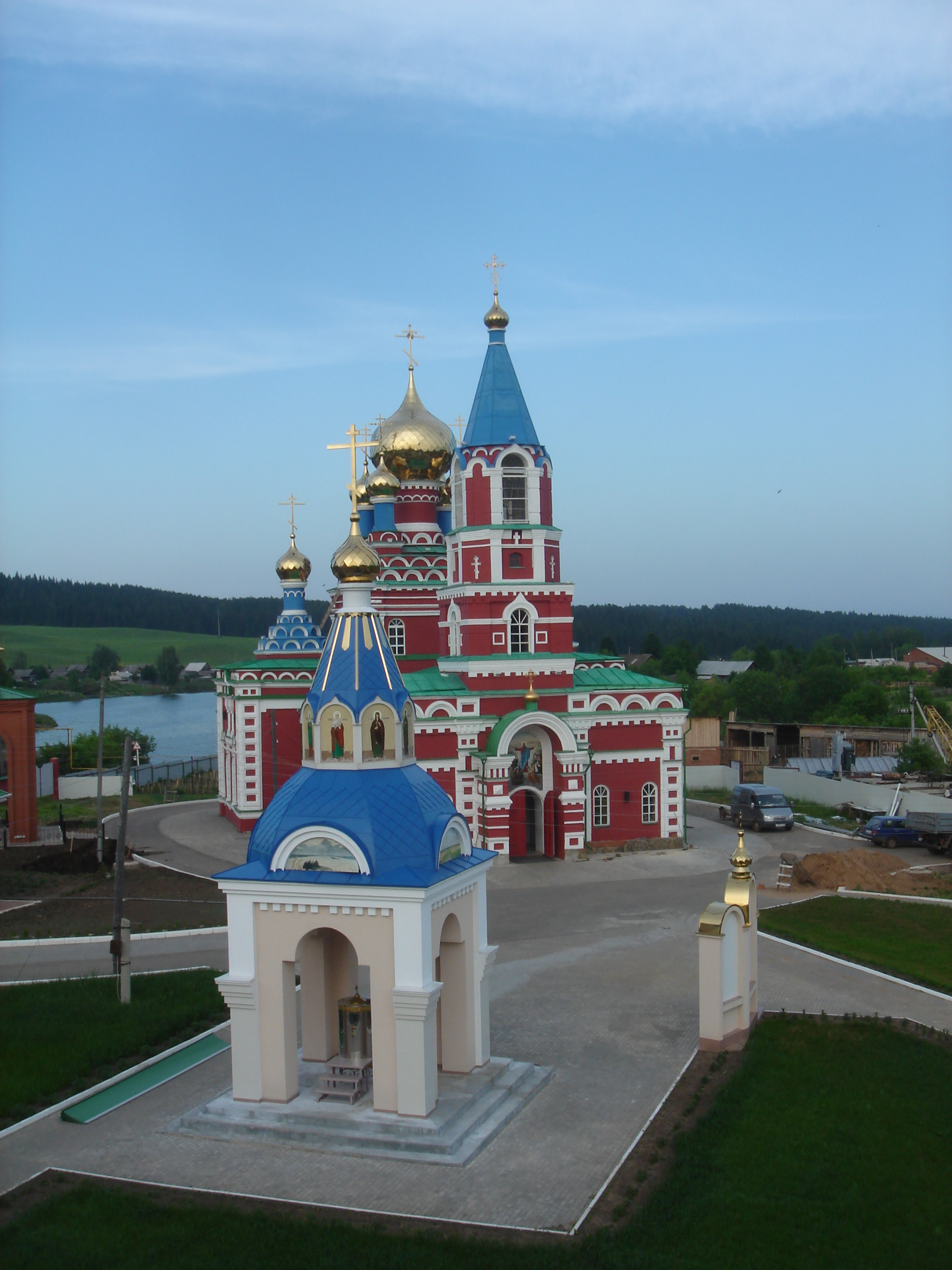
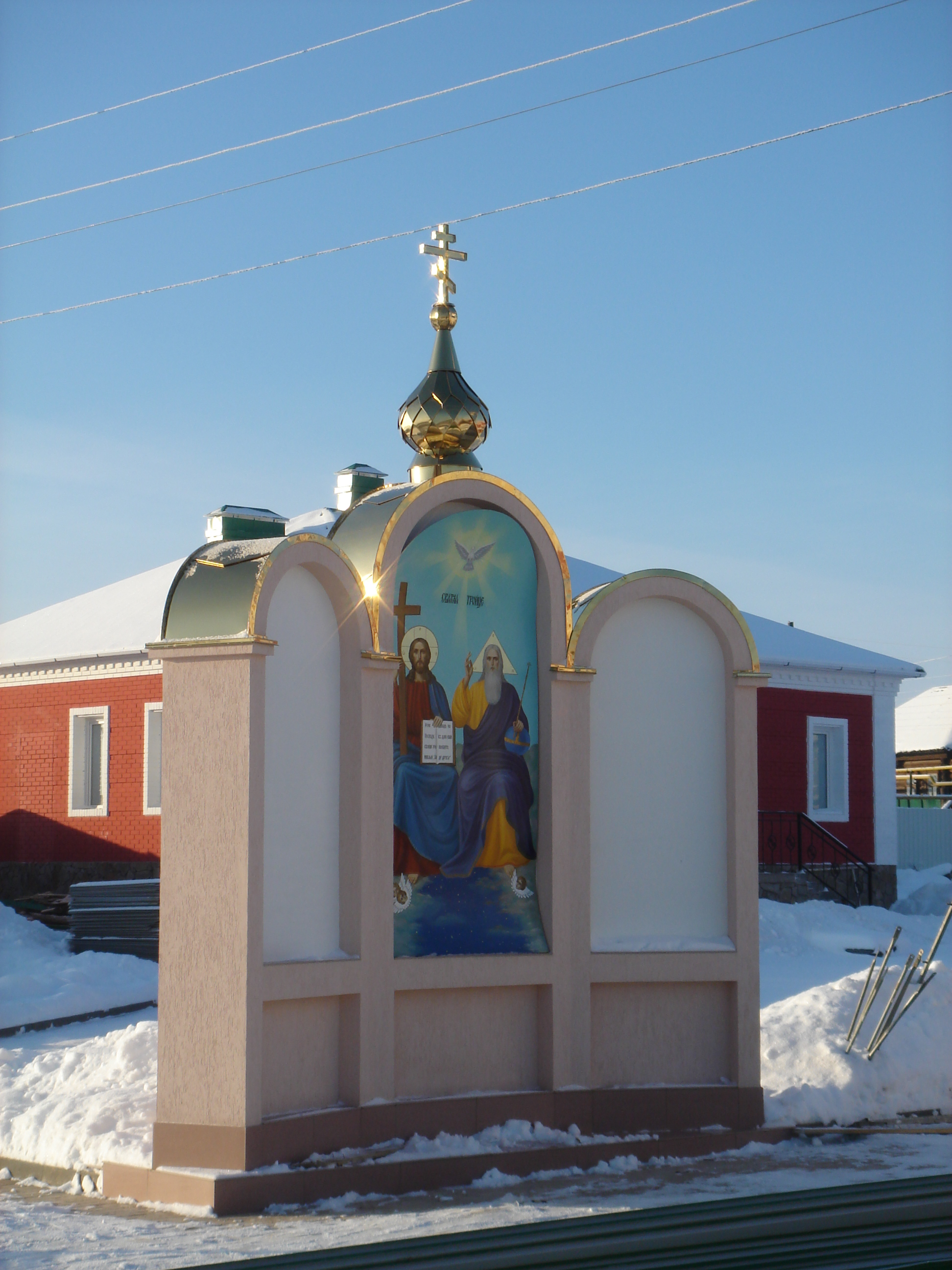
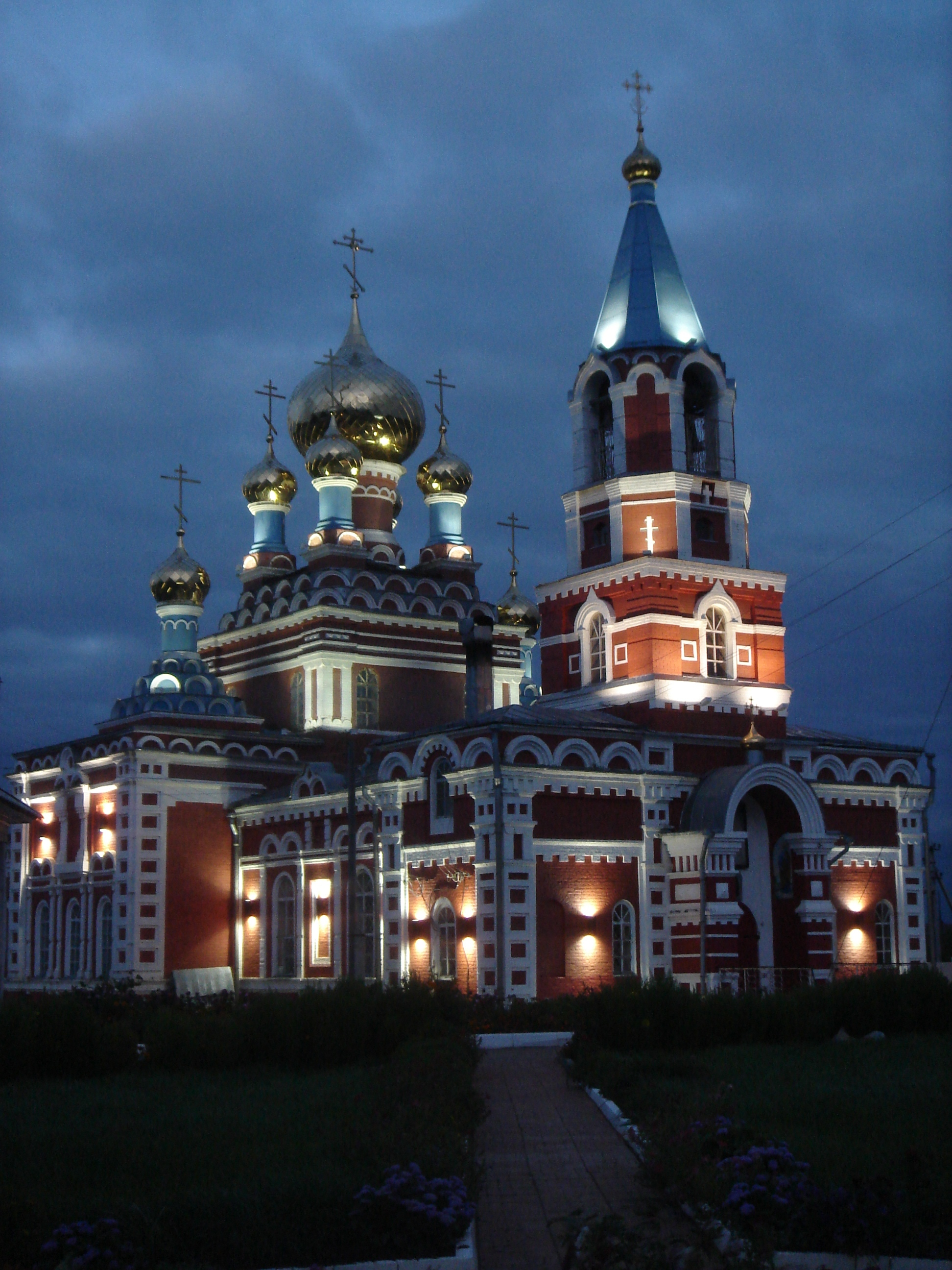
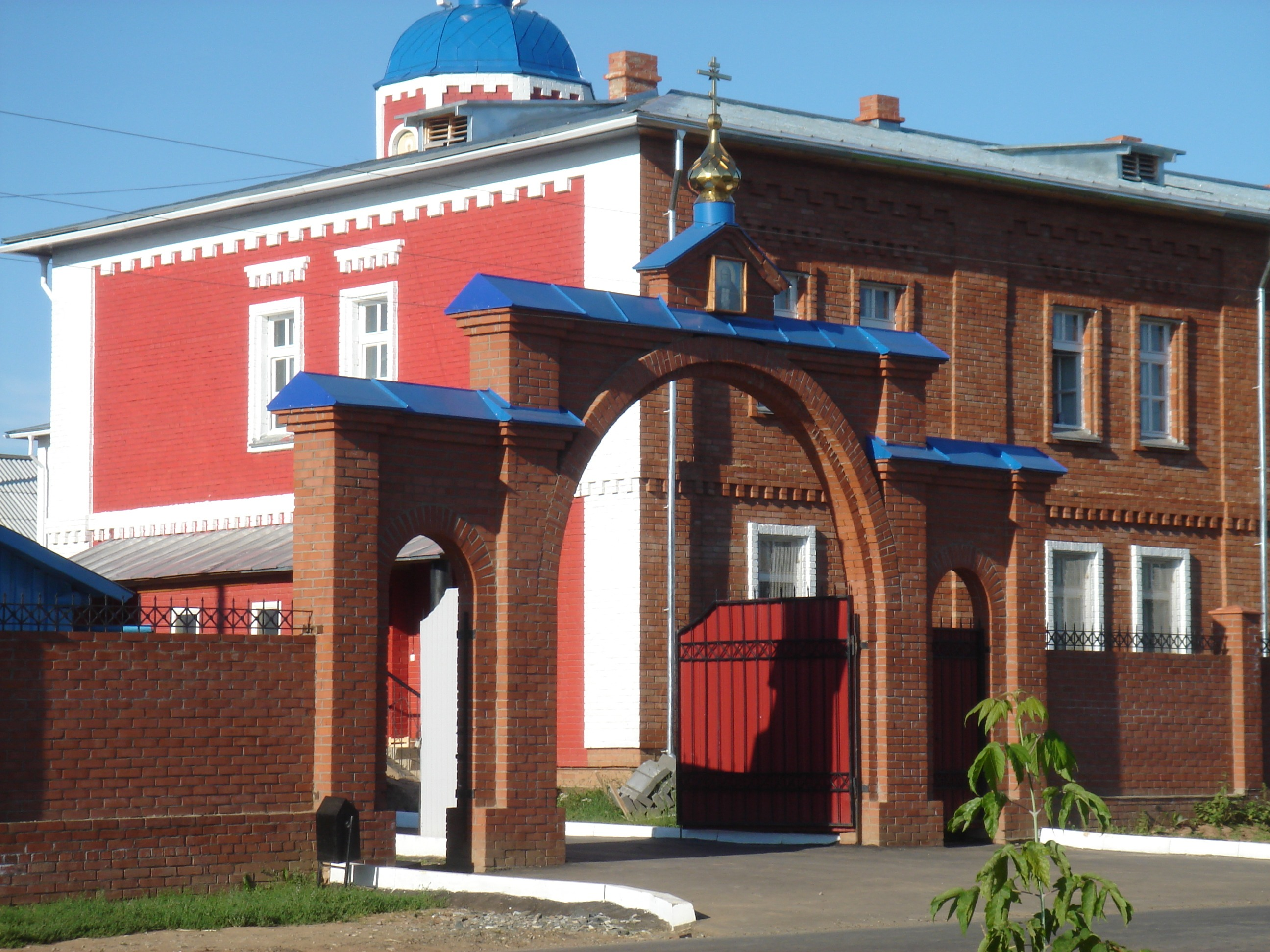